# Chiron senegalensis
Chiron senegalensis là một loài bọ cánh cứng trong họ Bọ hung (Scarabaeidae).